# Morgontidningen, Göteborg
Morgontidningen var en liberal dagstidning i Göteborg, utgiven av Göteborgs Handels- och Sjöfartstidning (GHT) under åren 1932 till 1940. Tidningen var förlustbringande och den främsta orsaken till GHT-koncernens dåvarande ekonomiska svårigheter.
Bland medarbetarna märktes Tom Söderberg, Torgny T:son Segerstedt, Allan Sjöding, Torsten Billman och Julius Rabe.